# Epropetes velutina
Epropetes velutina là một loài bọ cánh cứng trong họ Cerambycidae.